# Верхові сади

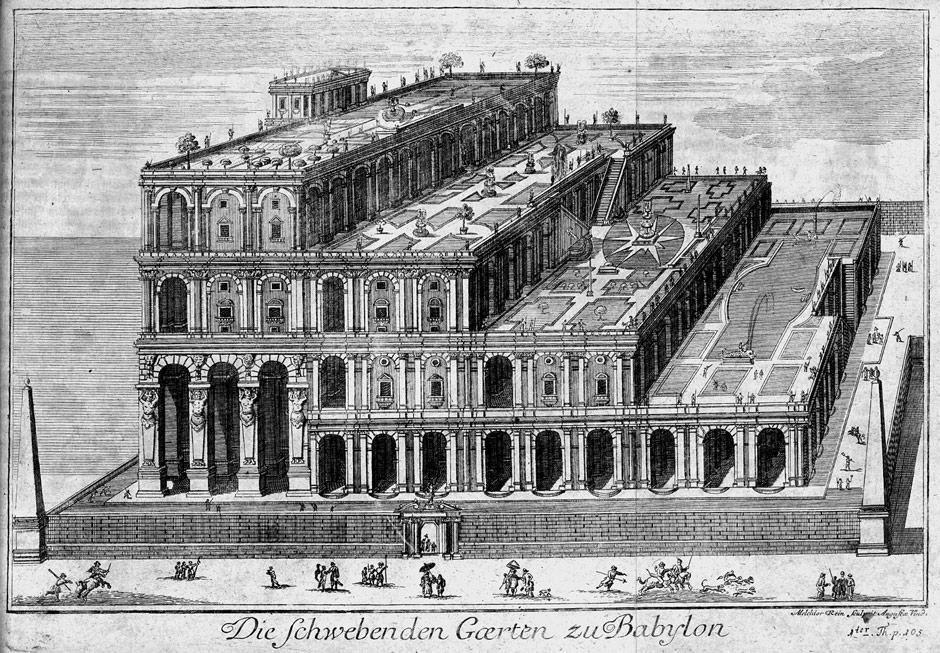
Верховий сад у Вавилоні, за уявою 1726, німецька гравюра невідомого автора

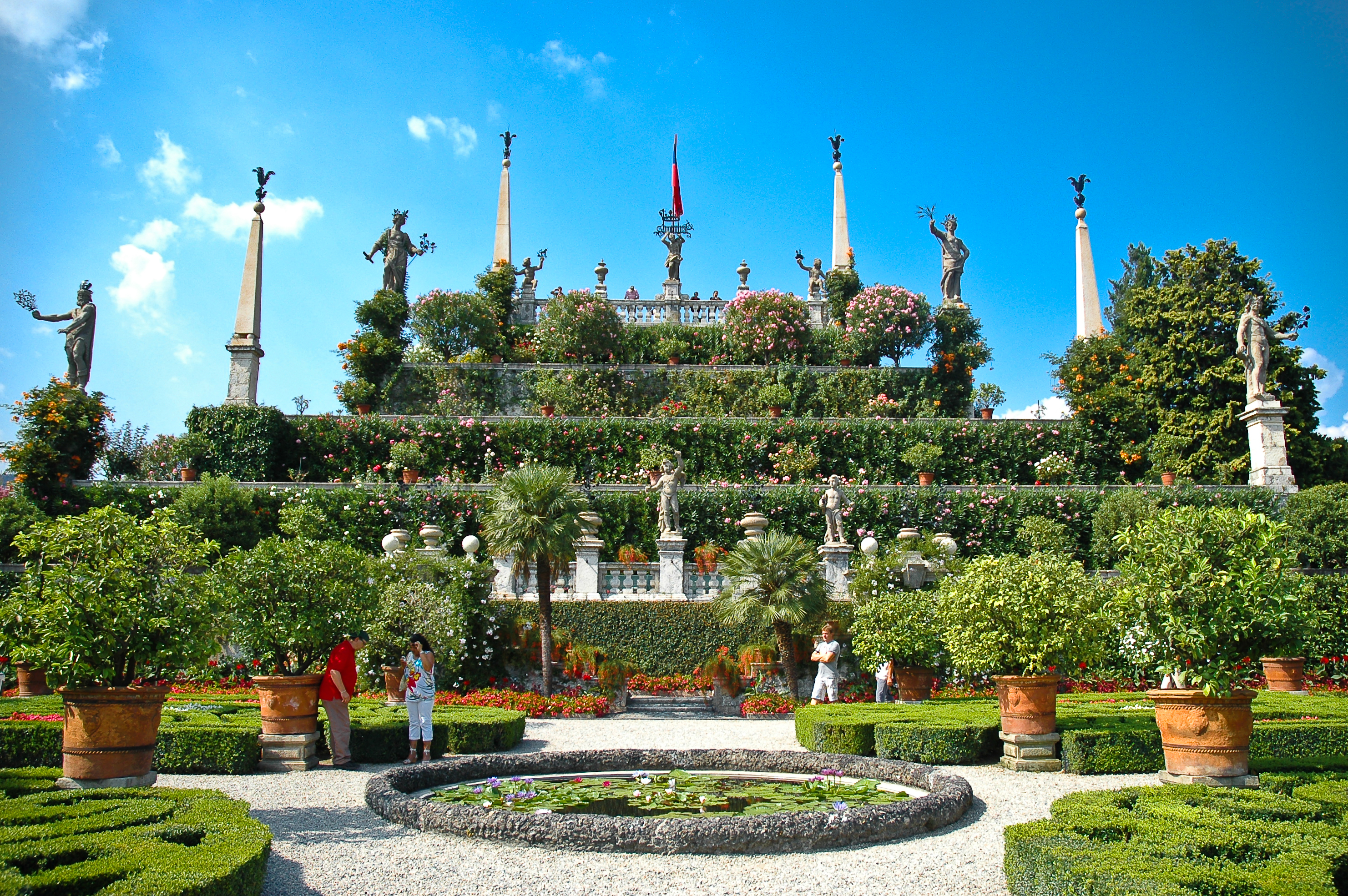
Спадні сади, Ізола-Белла

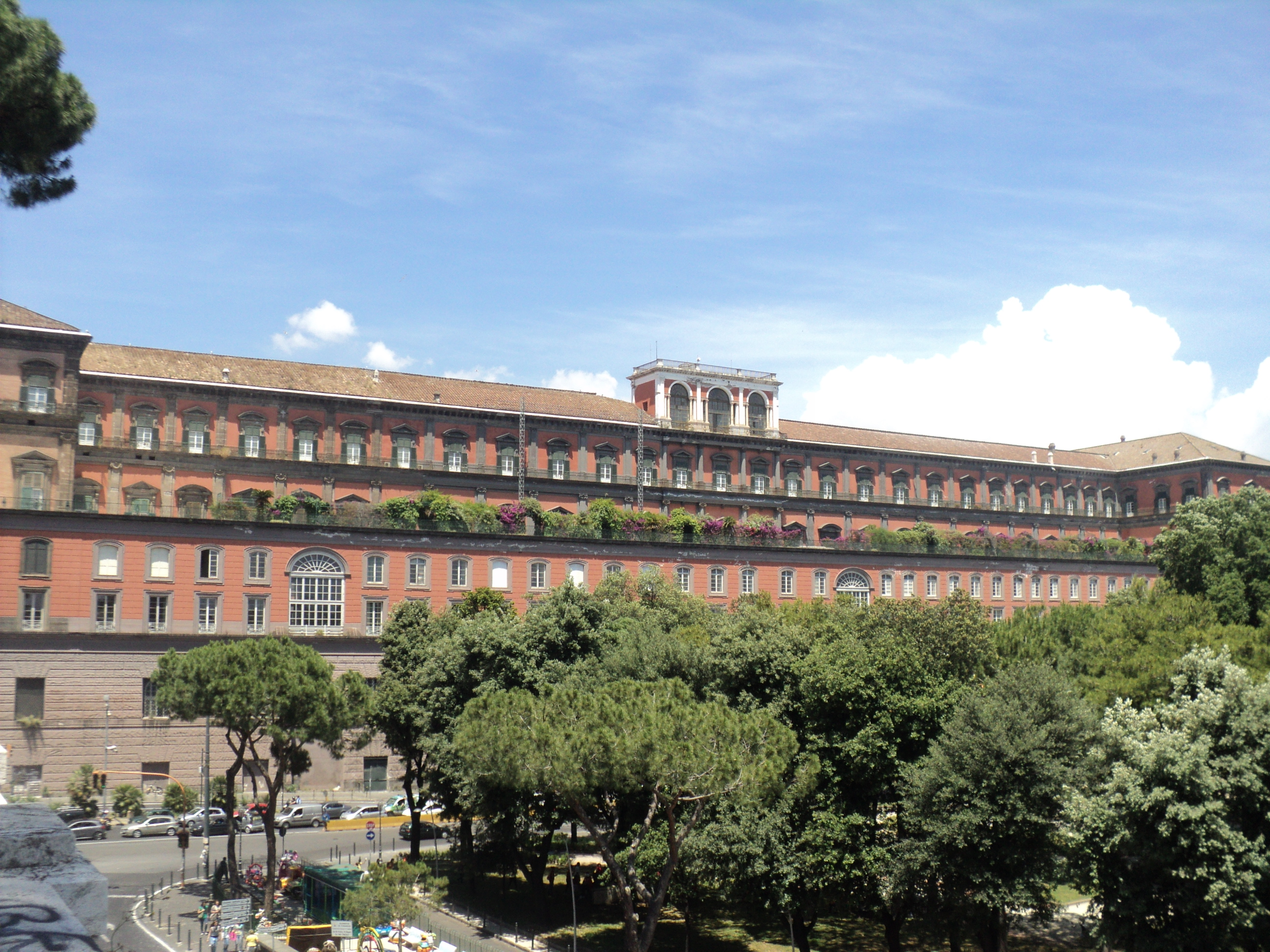
Палаццо Реале в Неаполі

Верхові сади також Висячі сади (англ. Hanging garden (cultivation)) — різновид садів, переважно у аристократичній культурі, що створюються на штучних терасах, колонадах тощо. Прихід у будівництво та у конструкції бетону та стандартизації навернув і сучасних архітекторів до створення верхових садів і садів на дахах (як засіб відходу від стандартної монотонності і підтримки екологічних вимог). Водночас це відхід і від аристократичного характеру верхових садів, бо сучасні верхові сади і сади на дахах втратили винятковість і розкоші і можуть бути створені тільки з культурних чи диких трав і каменів.

## Легендарні верхові сади
Батьківщиною верхових садів вважають Вавилон та Ассирію. Сади там утворювали на особливих терасах та уступчастих конструкціях. Крізь століття пройшла слава дивовижних легендарних садів цариці Семіраміди.
Перевірки виявили неточність історичних переказів. Сади належали цариці Амітіс (або Аманіс). Саме так звалася дружина царя Навуходоносора ІІ. І саме для неї і були створені ці сади За сучасними даними сади створили у стародавньому місті Вавилон, залишки котрого знайдені неподалік сучасного міста Хілла.
Існує і альтернативна версія, що ґрунтується на новому тлумаченні клинописних написів, що вказують на Ніневію, столицю Ассирійської держави. Згідно клинописних джерел створення верхових садів там датують VII століттям до н. е.
Вавилонський цар Навуходоносор II (605—562 до н. е.) потерпав від агресії Ассирійської держави, що двічі грабувала і руйнувала столичний Вавилон. Навуходоносор II пішов на військову угоду із царем Мідії Кіаксаром і разом вони вибороли перемогу над арміями ассирійців. Ассирія зникла, бо її території розділили між собою два переможці. Царі також поріднилися і Навуходоносор II узяв дружиною доньку Кіаксара — Амітіс. Пустельні краєвиди Вавилонії пригнічували принцесу Амітіс, що звикла до лісів Мідії. Аби втішити дружину, Навуходоносор II і наказав створити сади на терасах. Висячими вони були лише у пустельному мареві.
В історії закріпилася назва «сади Семіраміди». Насправді Семіраміда жила на два століття раніше за Амітіс.
Сади Амітіс (Семіраміди) хвилювали уяву людей століттями потому, хоча вони давно зникли і ніхто не бачив їх наявно. Це відкрило можливості для нестримної фантазії і численних реконструкцій стародавніх садів, до цих реконструкцій приклали зусиль численні художники і графіки. Стародавні греки зарахували ті сади до семи чудес (відомого їм) світу.

## Верхові сади античності
Відомостей про верхові сади античності небагато. Найдостовірніші свідоцтва видобуто при археологічних розкопках. Садівнича культура Близького Сходу знайшла прихильність і у стародавніх греків, що активно вивозили навіть насіння і рослини фруктових дерев з напівпідкорених східних земель.
Залишки саду на терасі були знайдені при розкопках вілли Містерій. Садок розмістили на пласкому даху галереї, що з трьох боків оточувала споруду заміського палацу. Спрощений сад був створений також на терасах мавзолею давньоримського імператора Августа. На тераси насипали родючий ґрунт, куди висадили молоді кипариси. Мавзолей мав декілька терас, найвища розташовувалась на висоті сорок чотири (44) метри від рівня землі.

## Верхові сади в добу відродження і маньєризму
Верхові сади не були забуті і в добу відродження, але утримували винятковий й аристократичний характер. Збережені відомості від 1400 року про садок на даху вілли Медічі. Цьому сприяла горшкова культура, коли рослини висаджували у горщики і виносили влітку на балкони і дахи. Садок на даху мав і князівський палац у місті Мантуя.
Імператор Священної Римської імперії німецької нації Фрідріх ІІІ (1415—1493) наказав створити сад 1487 року у місті Нюрнберг у південній частині замку, де були квіти, виноградні лози і невеликі дерева. Архієпископ Йоган-Філіп у Пассау наказав створити сад а двох рівнях. Його садок був захищений мурами з трьох боків і був відкритий на південь. В цьому садку переважали квіти, а невеликі рослини та деревця утримувались у горщиках. Дивом був і садок на даху замку Карлсберг у холодній Швеції.
Набагато більше умов для створення садів мала Іспанія. Верховий сад створили і для іспанського короля Карла V, де у горщиках розмістили апельсинові і лимонні деревця, лікарські рослини (для хворобливого короля) і квіти. Фанатичний син Карла Філіп ІІ мав верховий сад, котрий створили на одному з дахів його монастиря Ескоріал, що був «палацом для Бога і хижкою для самого короля». Ці сади мали відверто аристократичний характер.

## Барокові верхові сади
Верхові сади або сади на дахах і галереях отримали поширення в добу бароко. Вони були обмежені розмірами галереї або даху, на якому розплановувались. Такий садок або утворювали, виносячи рослини і квіти в горщиках, або утворюючи гідроізоляційний шар зі свинцю, котрий засипали шаром ґрунту, куди висівали квіти чи переносили кущі і навіть невеликі дерева.
Верхові сади XVII–XVIII століть у вельмож і королівських родин мали відверто геометричне, регулярне розпланування і рясно прикрашались стежками, квітами, садовими лавами, малими скульптурами або вазами, перспективи закінчувались особливими, мальованими художниками картинами.

## Галерея фото верхових садів і садів на дахах

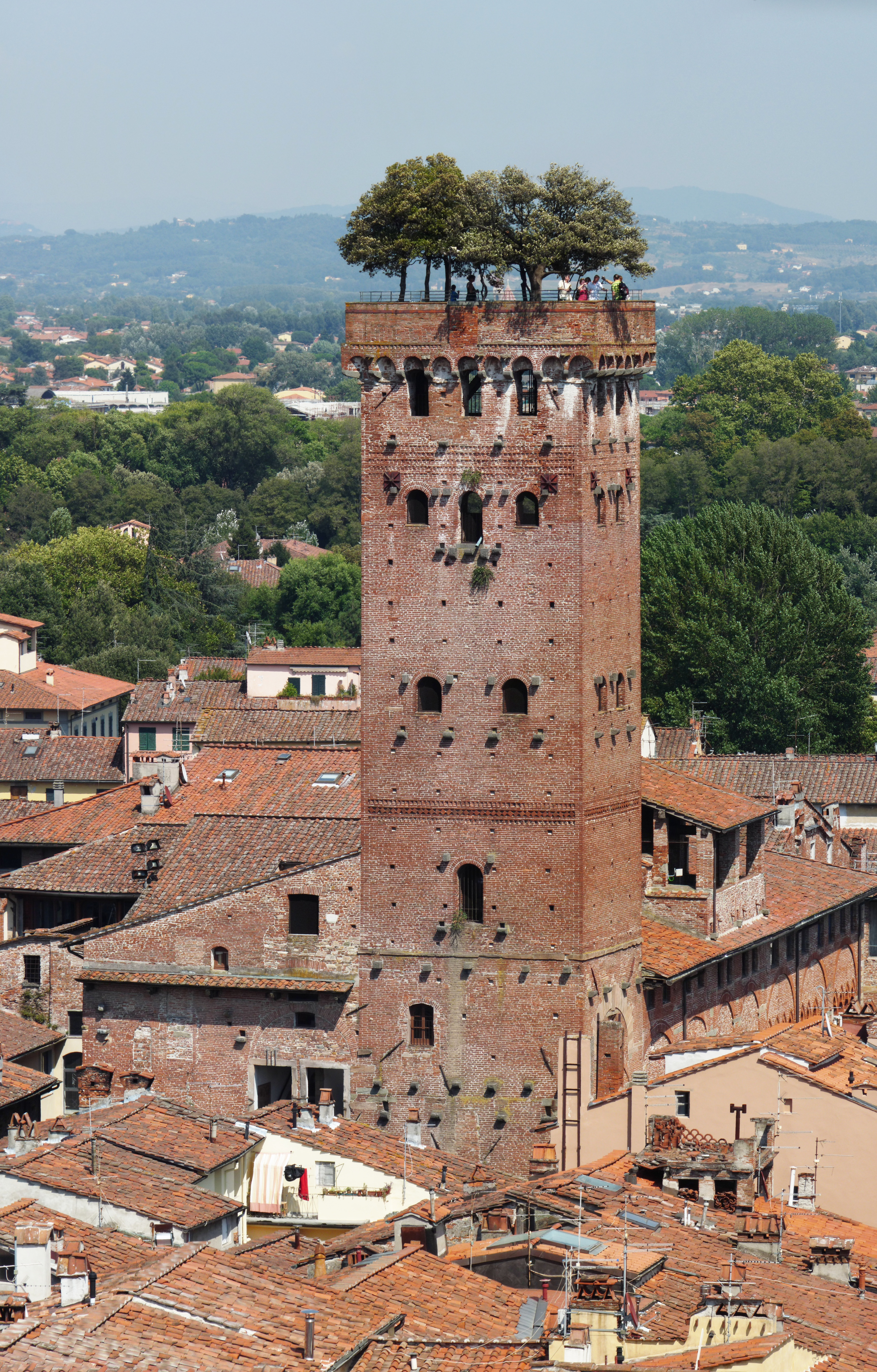
Лукка, Тоскана, Італія. Сад на історичній вежі Гвініджі. 2009
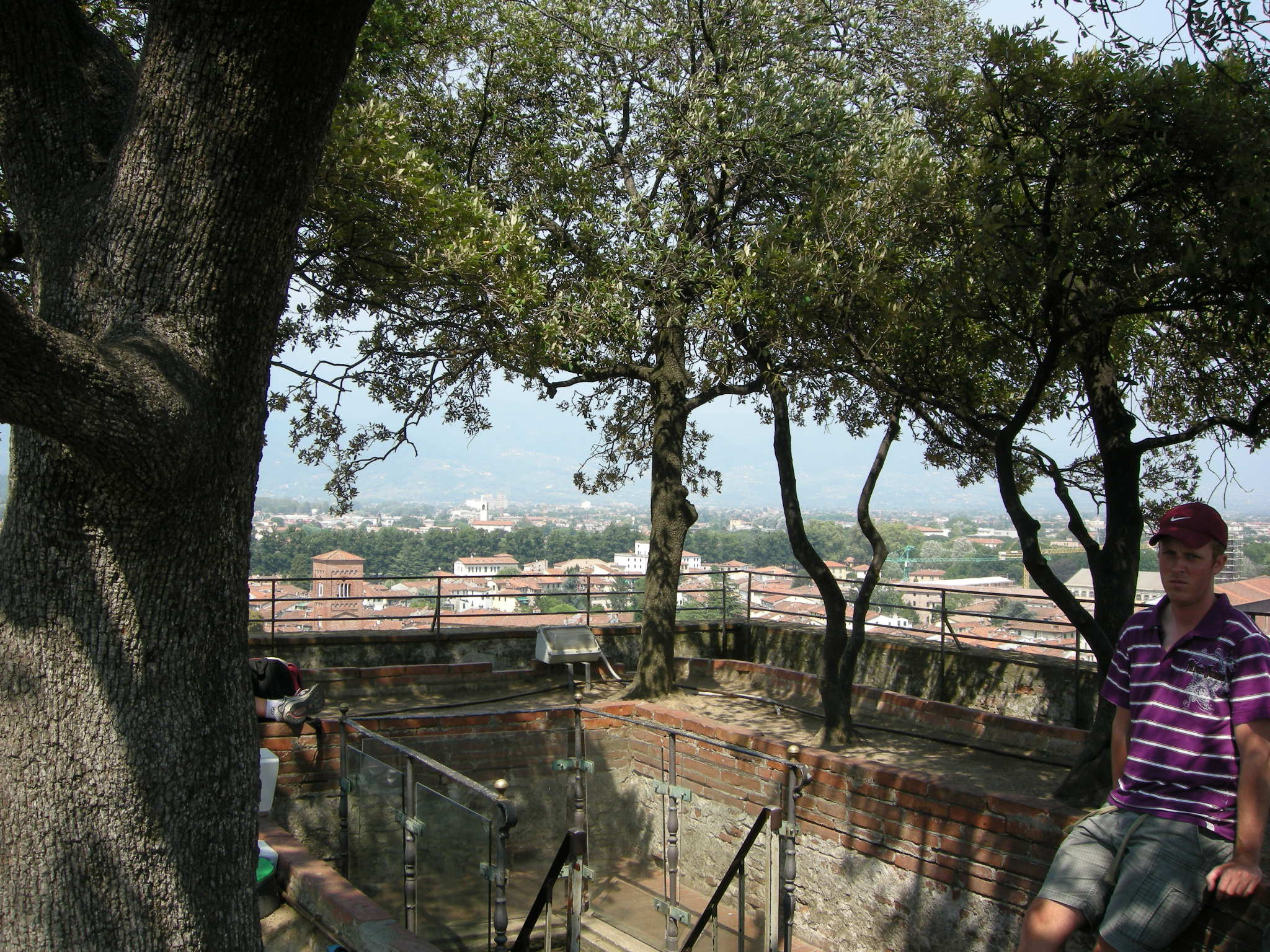
Система землеустрою для дерев на історичній вежі Гвініджі. Місто Лукка, Тоскана, Італія. Фото 2008 року
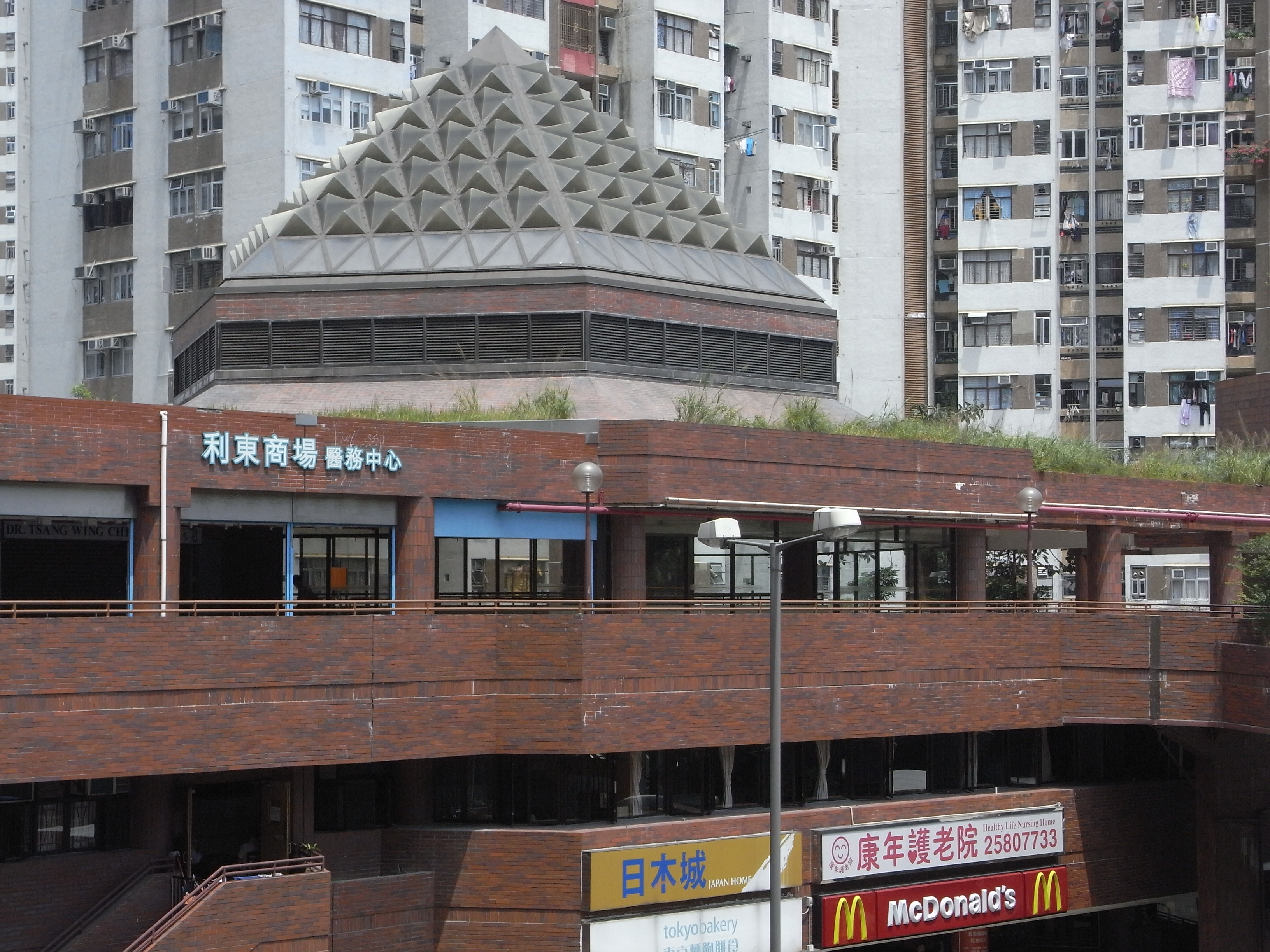
Сад на даху японського макдональдса, Гонконг. 2010
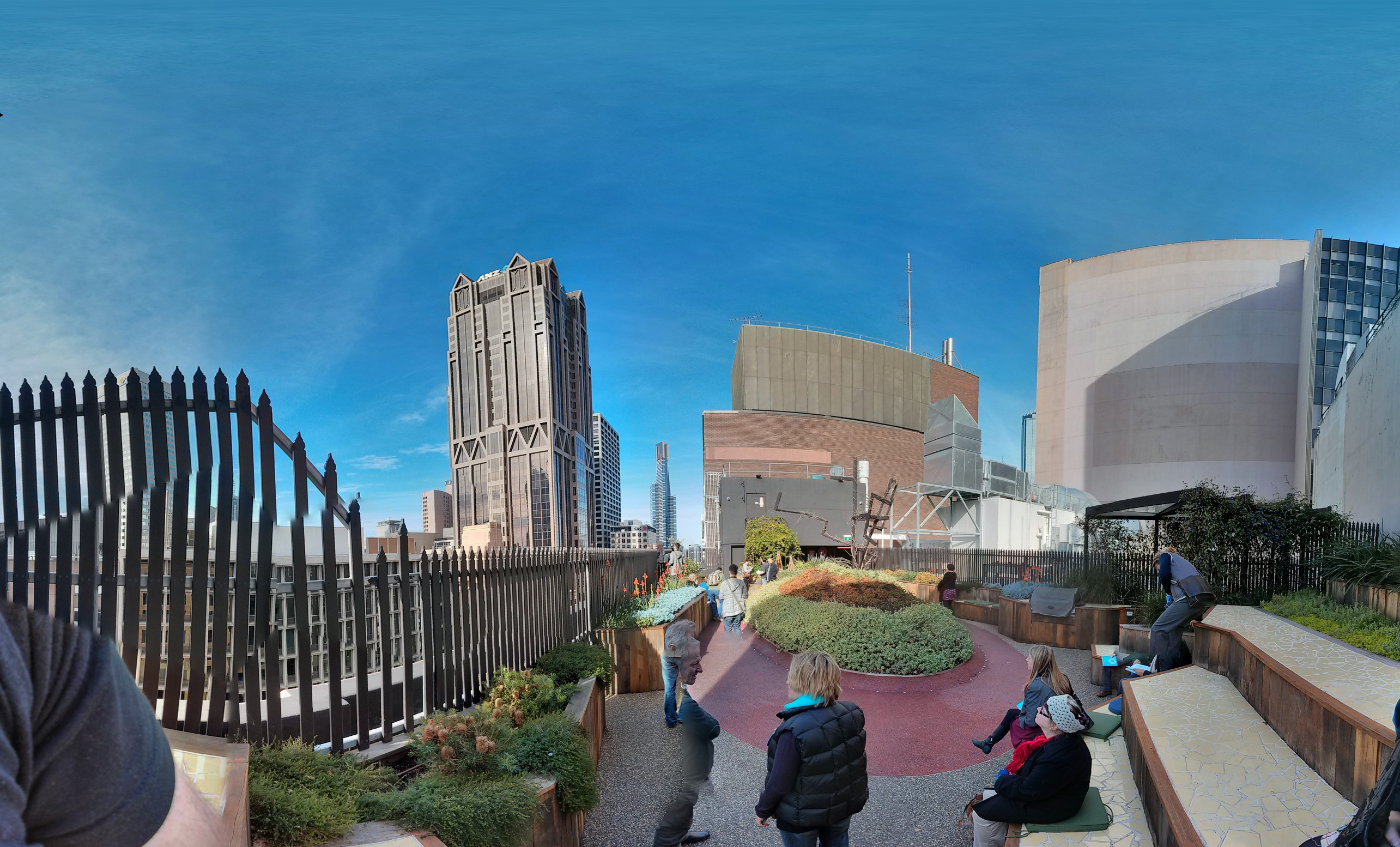
Сад на даху, Мельбурн, Австралія, 2013
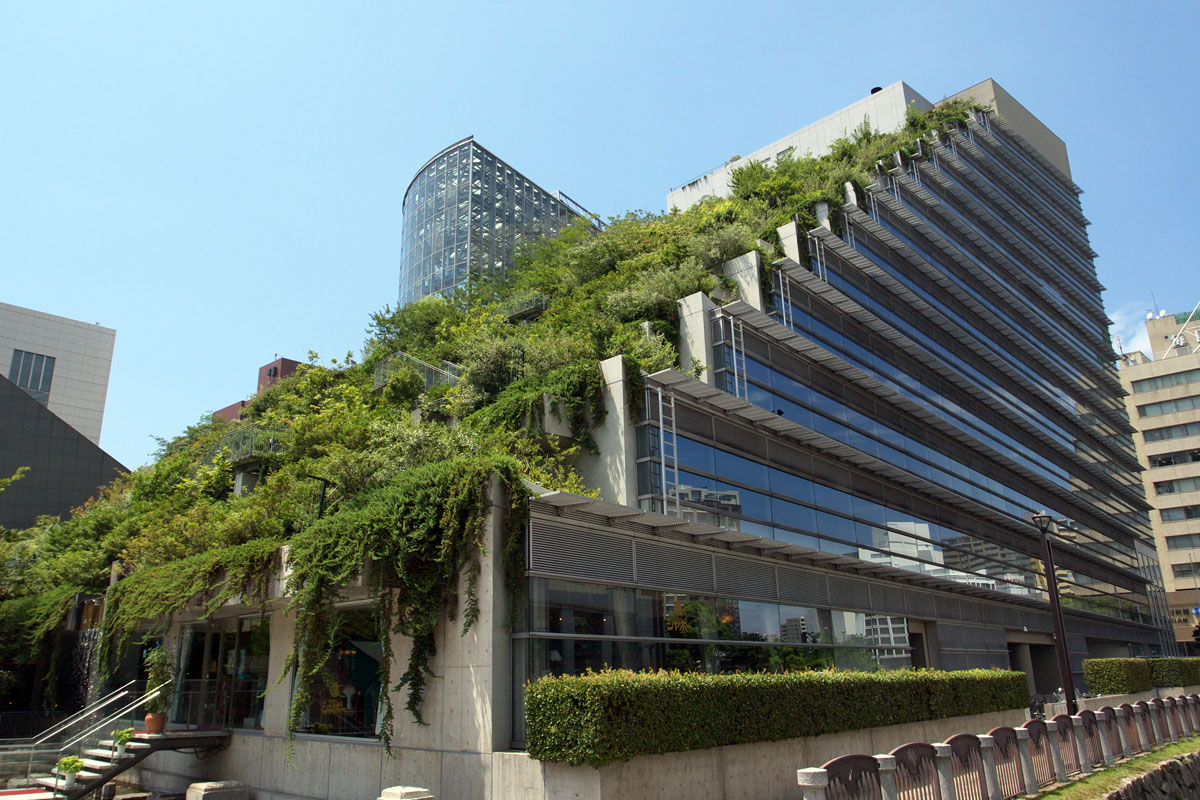
Сад на терасах-дахах, Фукуока, Японія. 2009
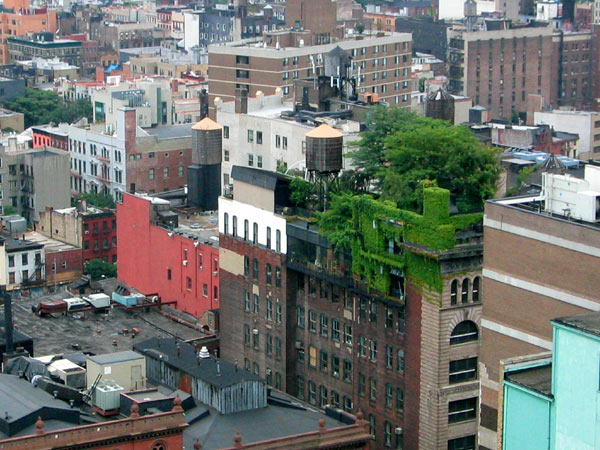
Мангеттен, Нью-Йорк, сад на даху. 2003

## Зимові сади

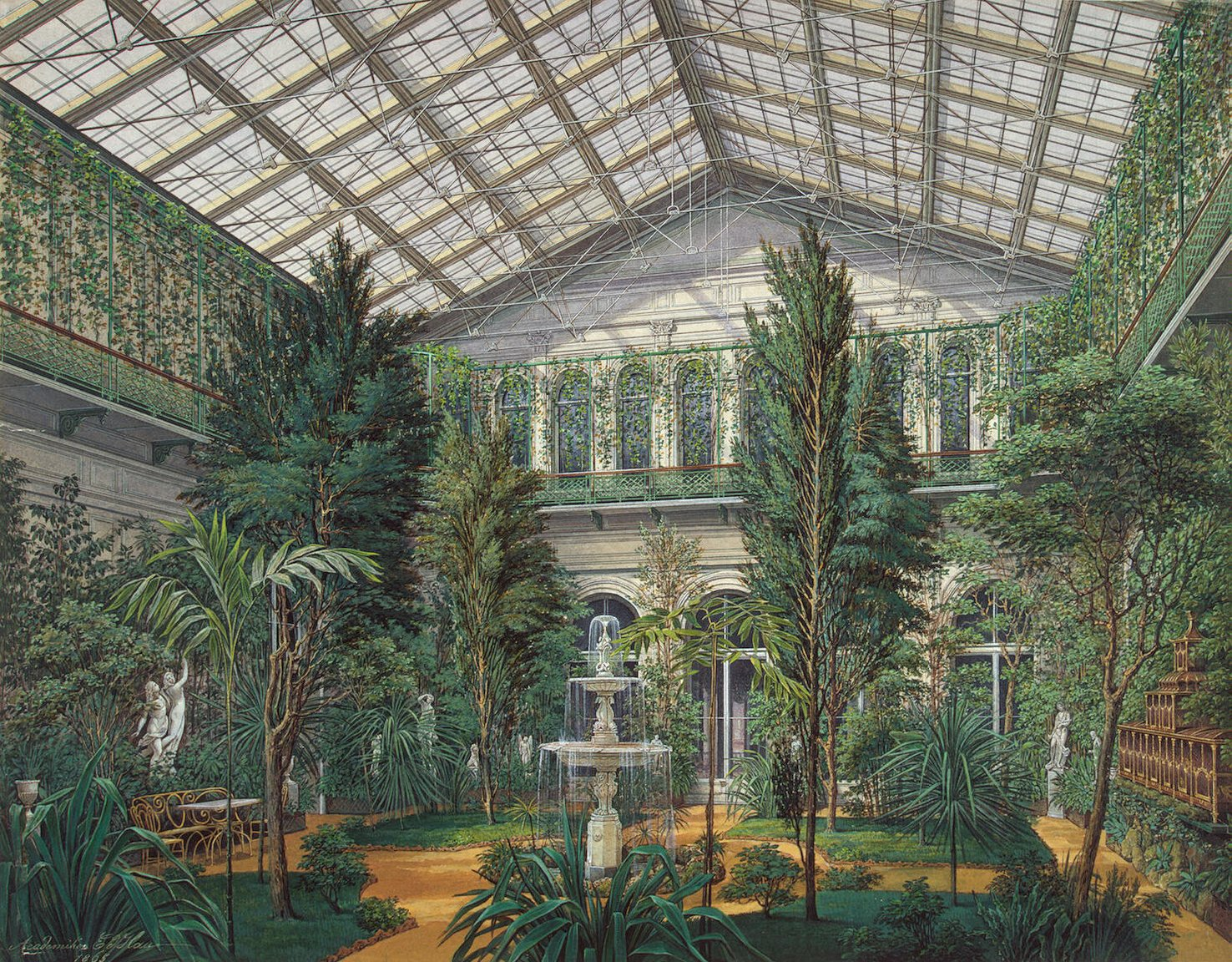
Зимовий палац у Санкт-Петербурзі. Зимовий сад, акварель, Гау, 1865

Зимові сади — різновид садів у Середній і Північній кліматичній смузі. Має поширення у країнах з холодними зимами і призначення для зберігання екзотичних, тропічних і субтропічних рослин, а також для зберігання кімнатних рослин у теплих умовах під час зими. Зимові сади мають спільне з верховими садами через власну штучність і не обов'язково розташовані на другому поверсі. Рослини з зимового саду стають «персонажами» садів на ґрунті і верхових садів у теплі місяці року.
Зимові сади теж мали відверто аристократичний характер у XIX ст., коли у паркобудівництво прийшли чавунні стандартні деталі і стандартні скляні шибки промислового виробництва. Це забезпечило відносно швидке створення оранжерей у багатих садибах і у міських палацах вельмож і королівських родин. Відома низка зимових палацових садів XIX століття у західноєвропейських столицях, зафіксована на акварелях і малюнках (Зимовий сад Воронцовського палацу, зимовий сад Зимового палацу у Санкт-Петербурзі тощо). Зимовий сад як ознака розкошів був і продовженням вітальні у палаці.